# Lucy Webb Hayes
Lucy Webb Hayes (n. 28 august 1831 - d. 25 iunie 1889) a fost soția lui Rutherford Birchard Hayes, al 19-lea Președinte al Statelor Unite ale Americii. A fost Prima Doamnă a Statelor Unite ale Americii între 4 martie 1877 și  4 martie 1881.